# El Dey
Pour les articles homonymes, voir Dey.
El Dey est un groupe algérien de fusion entre la musique diwane (gnawa algérien), le chaâbi et le flamenco mêlant quelques touches plus jazzy. 
Ce groupe, né en 2009 à Alger, a sillonné l'Algérie dans des festivals et à travers les médias (télévision, radio, presse écrite). En dehors de ses concerts en Algérie, le groupe s'est produit en Tunisie, au Brésil, en Espagne, en France et au Canada. 

## Biographie
Le noyau de ce groupe est composé de musiciens originaires de Hussein Dey, une commune de la wilaya d'Alger.
L'influence Gnawa vient notamment de feu Maalem Benaissa, un maître du gumbri disparu fin 2008 et présent dans le film Tagnawittude sorti en 2011.
Un premier titre à succès, Ana Djazaïri, fait connaître le groupe en 2011. 
Puis vient Maria, en 2013.
Au début de l'année 2014, le groupe El Dey sort son premier album éponyme. 
Au printemps de cette même année, le groupe est invité en tête d’affiche du 8e Festival national de musique diwane à Bechar.
Peu avant la Coupe du monde de football de 2014, le groupe El Dey est sélectionné comme supporteur et ambassadeur culturel pour accompagner l'équipe d'Algérie au Brésil. Cette tournée, en partenariat avec l'Agence Algérienne pour le Rayonnement Culturel (AARC) et l'Ambassade d'Algérie au Brésil, s'étale du 15 au 26 juin 2014 à travers plusieurs grandes villes. Après une  première date à Sorocaba très appréciée par le public brésilien, le groupe poursuit sa tournée à Belo Horizonte, à Porto Alegre et à Curitiba.

En août, El Dey a assuré une mini tournée dans plusieurs villes algériennes.

À l'automne 2014, El Dey part en Espagne et se produit à la 17e édition de la «Fira Mediterrània de Manresa», une nouvelle fois en partenariat avec l'AARC. 
En 2015, El dey a été nommé à la 2e édition des Algerian Music Awards. Le lauréat du prix du Meilleur Groupe de l'année a alors été décerné à Carthena un groupe de Mostaganem. Le groupe El Dey a assuré différents concerts, essentiellement en Algérie, dans le cadre du festival des Nuits Feutrées ou en plein air, notamment à Alger mais aussi à Sétif. Pendant l'été, le groupe s'est produit avec la tournée "El Dey Ramadan Night 2015" dans différentes villes d'Algérie. Et, après le succès du groupe lors de la coupe du Monde au Brésil en 2014, l'AARC a à nouveau sollicité El Dey pour assurer des concerts lors d'un évènement sportif international, celui organisé en août 2015 par le Comité international des jeux méditerranéens (CIJM).
En 2016, El Dey anime un événement en Algérie susceptible d'être enregistré dans le Guinness book des records : le plus grand selfie du monde,. 

 L'AARC et le Ministère de la Culture algérien sollicitent El Dey pour représenter l'Algérie en France. Le groupe est alors invité pour illustrer le groove de la région d'Alger lors d'un concert donné le 14 mai à l'Institut du Monde Arabe de Paris.

 En août, El Dey assure son premier concert en Amérique du Nord, au Canada. Le festival Orientalys met en avant des troupes artistiques pour promouvoir les cultures des pays du Maghreb et de l'Orient. L'édition 2016 se déroule du 11 au 14 août sur le Vieux-Port de Montréal. El Dey partage alors la tête d'affiche avec un autre groupe algérien, le groupe Raïna Raï. Au programme de cet événement, le groupe clôt la soirée concert du 12 août entamée par le groupe Äl Jawala.

## Composition
- Sami Boukhechba : guitare solo et chant
- Samir Merabet : guitare, gumbri et chant
- Ahmed Abraz : chant et sons d'ambiance
- Mounir Bouafia : cajon, derbouka, bongos, chœurs
- Mourad Hannech : clavier
- Youcef Grim : congas, tar, bendir
- Mehdi Djama : saxophone
- Nadjib Gamora : basse, contrebasse
- Hassan Khoualef : batterie
- Mustapha El Hou : Montage et Publication

## Discographie
El Dey, album sorti en 2014.

## Groupes apparentés
- Djmawi Africa
- Maalem Benaissa